# 纳尔维克盾章
纳尔维克盾章（德语：Narvikschild）是一项颁发给参与了1940年4月9日-6月8日的纳尔维克战役的德军部队的奖章。该奖章于1940年8月19日经阿道夫·希特勒授权设立。国防军最高统帅部在同一天也发布了一样的命令。共有8577名军事人员获得了这一奖章。纳尔维克集团军指挥官愛德華·迪特爾负责颁发该奖章。

## 设计
该臂章由慕尼黑的艺术家理查德·克莱因教授设计，盾体细长，底端尖锐，最上端的鹰徽双翅向下展开，双爪紧抓一个包含有卐字徽的月桂花环。鹰徽下面是全部大写的NARVIK字样。盾徽主体图案中有一朵雪绒花（象征着陆德国军山地獵兵）、一个船锚（象征着德国海军）以及一个螺旋桨（象征着德国空军）。船锚和螺旋桨相互交叉，雪绒花位于其上端。年份“1940”被分成“19”和“40”两部分，分别位于盾徽的左上角和右上角 。
盾章由薄金属（通常是锌）冲压而成。该臂章应佩戴在制服左袖的上部。该章有两个版本，一个是颁发给陆军和空军人员的银灰色版本，另一个是颁发给海军的镀金版本。

### 1957年版
1957年，纳尔维克盾章和许多其他德军勋奖章一同被再次合法化，获得过那些勋奖章的老兵被允许再次佩戴自己曾获的荣誉。在新的版本中，纳尔维克盾章上已没有了第三帝国的标志，即鹰徽和卍字徽。